# Lex
Lex (plur. leges), lat., hos de gamla romarna namnet på varje norm, tillkommen genom ett folkbeslut, med undantag dock för valhandlingar och domar. Ordet motsvaras idag närmast av det svenska ordet lag, men har sin främsta användning på svenska när massmedia hittar på egna benämningar för aktuell lagstiftning.
I äldsta tider fattades i Rom ett beslut av först nämnda slag i Comitia curiata, sedan i Comitia centuriata och längre fram även i Comitia tributa (plebiscita). Även förslaget (rogatio) kallades lex. Det skulle offentligen anslås tre torgdagar (17 dagar) före comitia, och sedan kunde det behandlas på "contiones", varefter avgörandet skedde vid comitia genom dess antagande (U.R.=uti rogas, "såsom du föreslår") eller förkastande (A=antiquo, "jag låter det gamla förbli"). Därpå inristades lagen på koppar eller sten och anslogs offentligt.

## Användande av ordet lex i modern tid
- Lex rei sitae
- Lex Pacca
- Lex Hinke
- Lex Hildebrand
- Lex Heinze
- Lex Kockum
- Lex Maria
- Lex Sarah
- Lex Bratt
- Lex Uggla